# Grönmynta
Grönmynta (Mentha spicata) L., även kallad krusmynta, är en art i familjen kransblommiga växter.

## Beskrivning
Systematiken när det gäller myntor är komplicerad.
Finns bara odlad, och är troligen inte ursprungligt vild någonstans, men det kan finnas "rymlingar" här och var.
Ett sortnamn i handeln är krusmynta (Mentha spicata var. crispata), och en hybrid är hjärtmynta (Mentha × villosa), som är en korsning mellan grönmynta och rundmynta (Mentha suaveolens).
De vetenskapliga namnen har ofta ändrats, och arterna har hänförts till än det ena, än det andra släktet. Till saken hör, att en och samma art kan visa stor variabilitet, och olika arter kan vara så nära lika varandra, att t o m experter har svårt att skilja dem åt. Namnförbistringen är svår.
Hybriderna är oftast sterila. Fortplantningen sker då vegetativt.

## Habitat
- Norden
- Norra halvklotet

## Biotop
Brukad mark, ruderatmark, förvildad i naturen

## Etymologi

Klase

- Familjenamnet Mentha är av Linné hämtat efter nymfen Minthe i den grekiska mytologin. Nymferna är gudomliga väsen, som strövar omkring i naturen. Hippokrates (400 f. Kr.) använde namnet.
- Artepitetet Spicata härleds från latin spica = ax och syftar på att blommorna sitter i axlika klasar.
- Crispa (artepitetet för en hybrid), av latin crispo, som betyder krusa, svänga
- Viridis (artepitetet för en annan hybrid), latin med betydelse grön, och i överförd bemärkelse ungdomlig.

## Användning
Grönmyntan används ibland som krydda i exempelvis soppor.
Den engelska benämningen på grönmynta är spear mint och används flitigt för att beteckna smaken i tandkräm och tuggummi.

## Innehåll i 100 g färska blad av grönmynta
Energi 184 kJ
| Ämne                                                       | Mängd  | Andel av RDI a) % |
| ---------------------------------------------------------- | ------ | ----------------- |
|                                                            |        |                   |
| Vatten                                                     | 85,6 g |                   |
| Kolhydrater                                                | 8,4 g  |                   |
| Därav kostfiber                                            | 6,8 g  |                   |
| Protein                                                    | 3,3 g  |                   |
| Kalium                                                     | 458 mg | 10                |
| Fleromättat fett                                           | 394 mg |                   |
| Kalcium                                                    | 199 mg | 20                |
| Mättat fett                                                | 191 mg |                   |
| Magnesium                                                  | 63 mg  | 17                |
| Fosfor                                                     | 60 mg  | 9                 |
| Natrium                                                    | 30 mg  | 2                 |
| Enkelomättat fett                                          | 25 mg  |                   |
| –––––––––– a) Rekommenderat dagligt intag för vuxen person |        |                   |

|  |

| Ämne                                                       | Mängd   | Andel av RDI a) % |
| ---------------------------------------------------------- | ------- | ----------------- |
|                                                            |         |                   |
| C-vitamin (Askorbinsyra)                                   | 13 mg   | 22                |
| Järn                                                       | 11,9 mg | 95                |
| Mangan                                                     | 1,12 mg | 56                |
| Zink                                                       | 1,1 mg  | 11                |
| B3-vitamin (Niacin)                                        | 950 μg  | 6                 |
| B5-vitamin (Pantotensyra)                                  | 250 μg  | 5                 |
| A-vitamin (Retinol)                                        | 203 μg  | 23                |
| Koppar                                                     | 200 μg  | 0                 |
| B2-vitamin (Riboflavin)                                    | 180 μg  | 12                |
| B6-vitamin (Pyridin-grupp)                                 | 160 μg  | 12                |
| B9-vitamin (Folsyra)                                       | 105 μg  | 26                |
| B1-vitamin (Tiamin)                                        | 78 μg   | 6                 |
| –––––––––– a) Rekommenderat dagligt intag för vuxen person |         |                   |

## Bilder

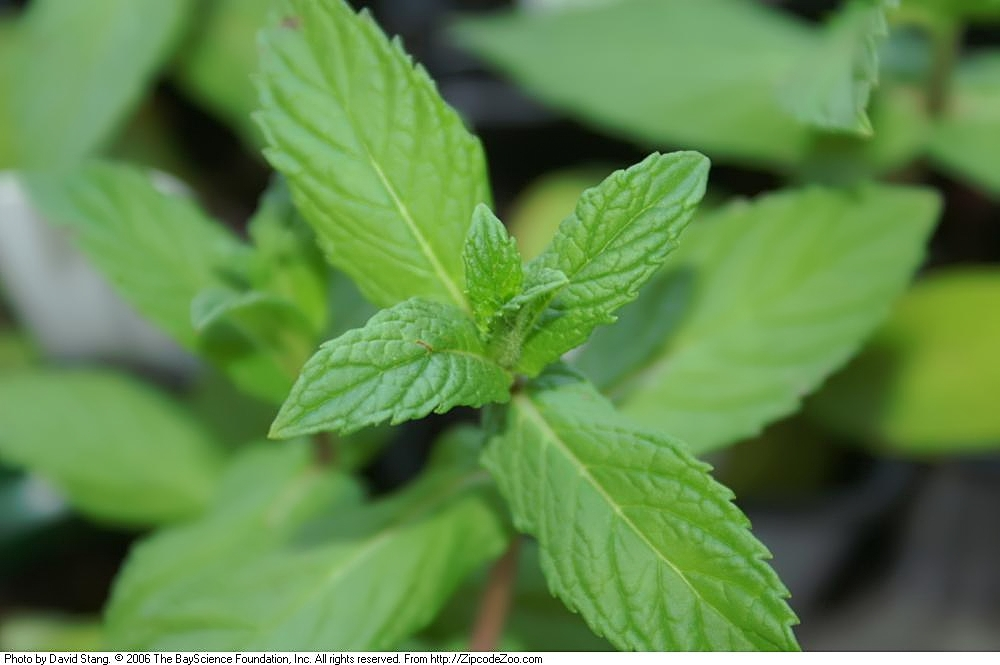
Toppskott före blomningen
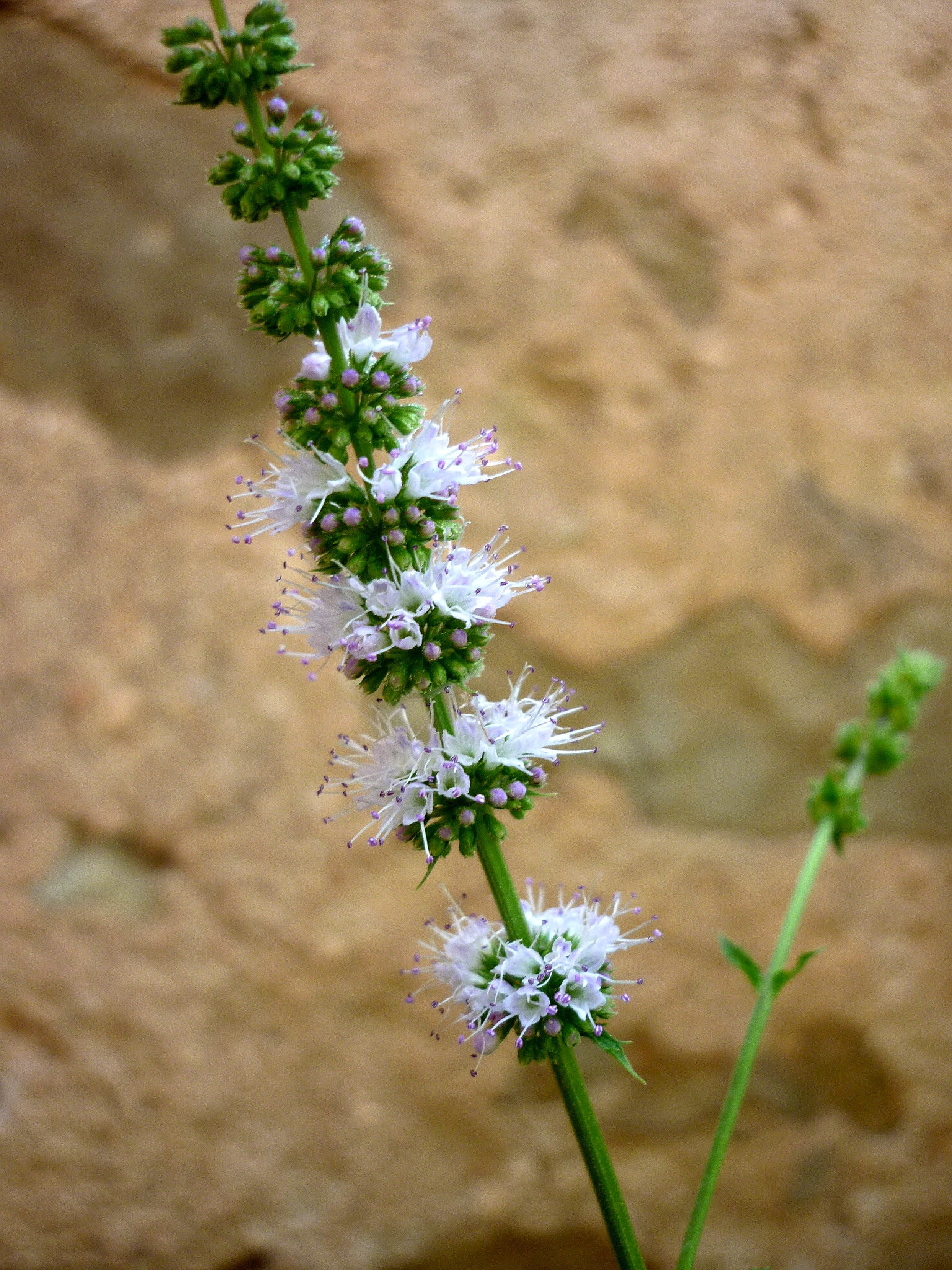
Menta spicata
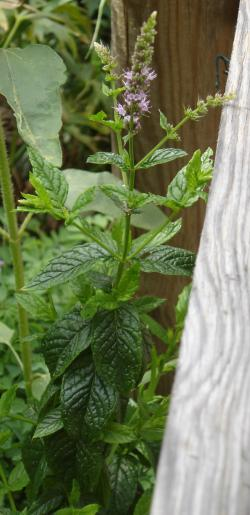
Krusmynta Menta spicata
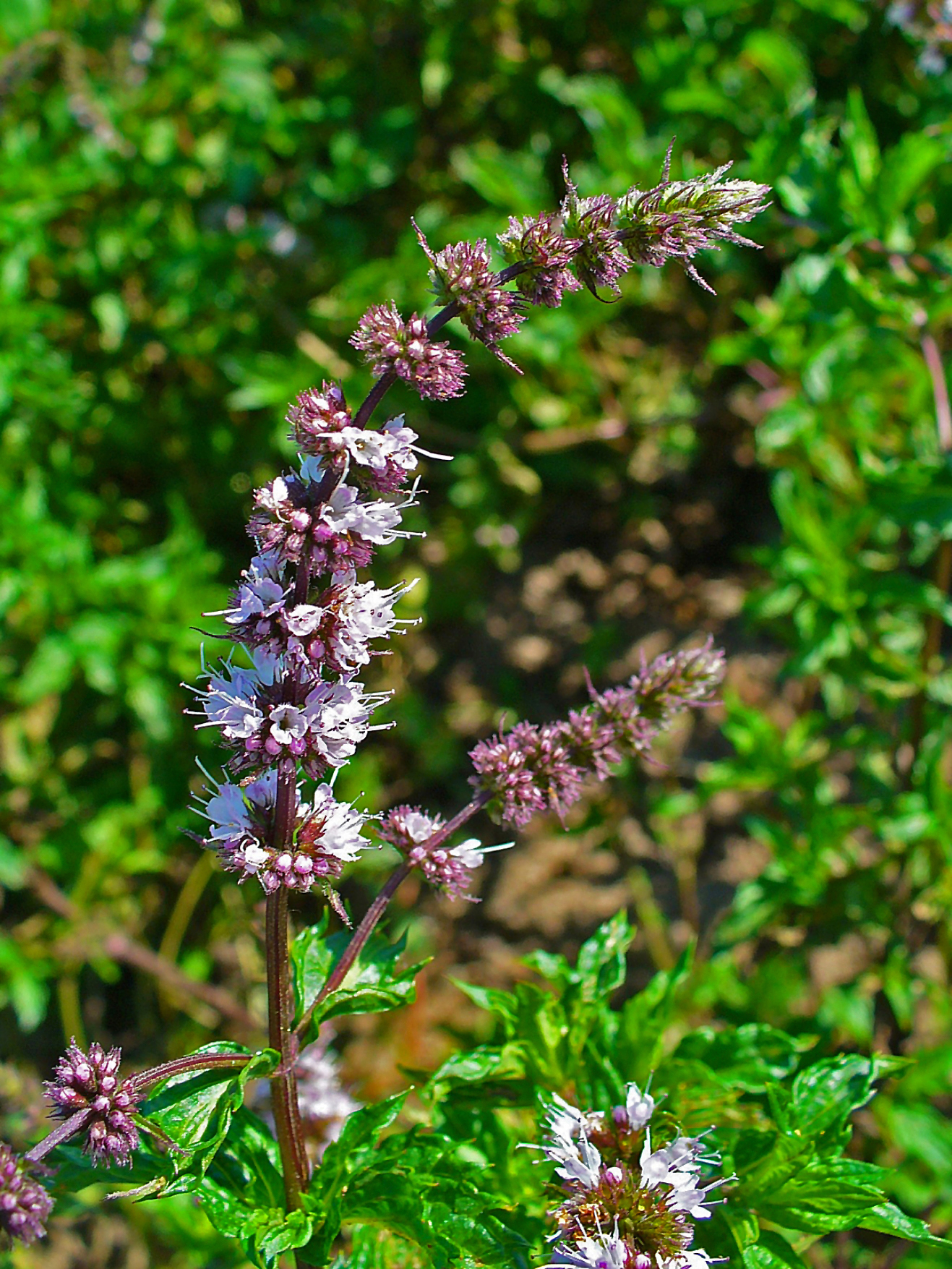
Mentha spicata var. crispa
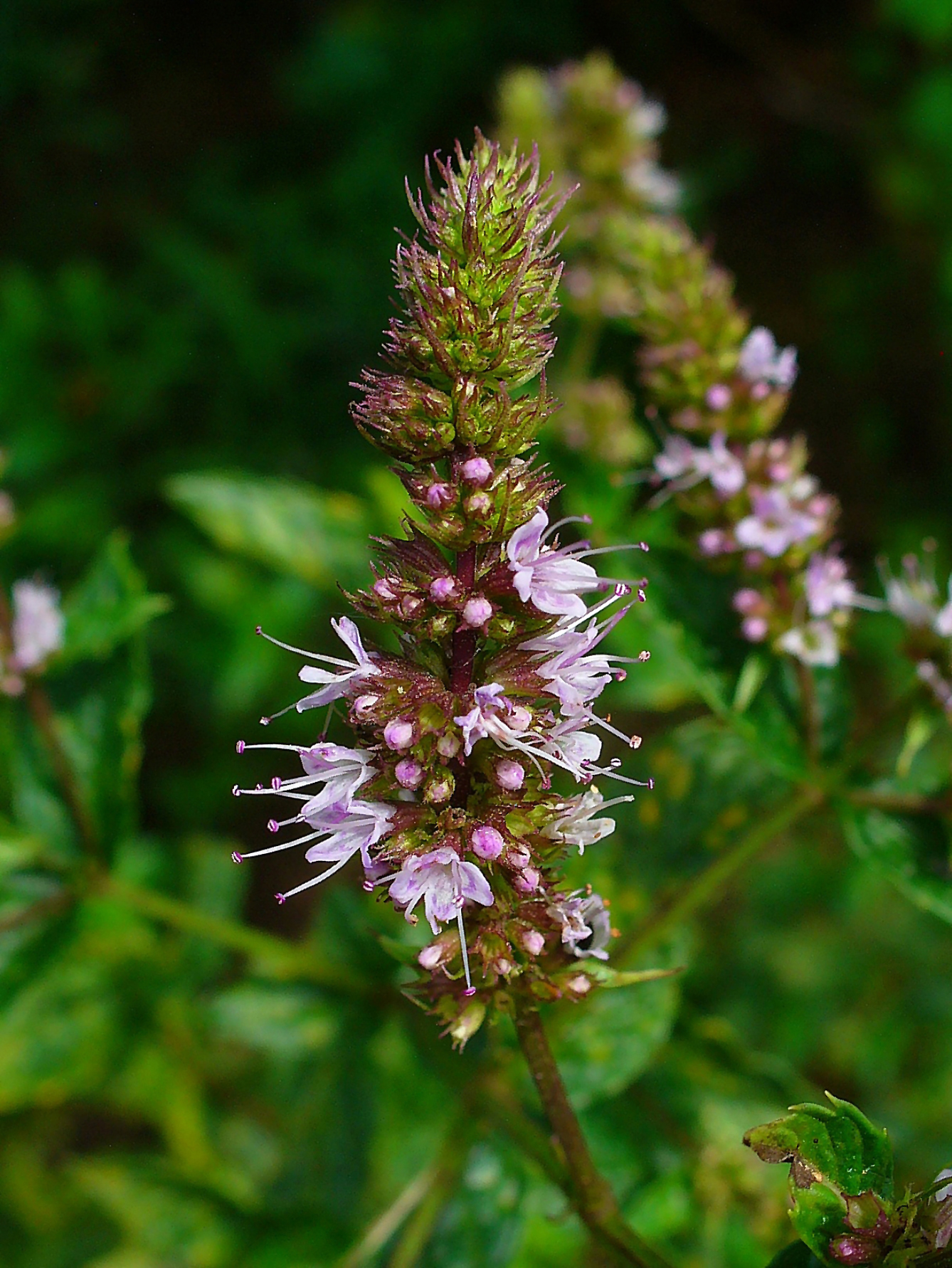
Mentha spicata var. vridis
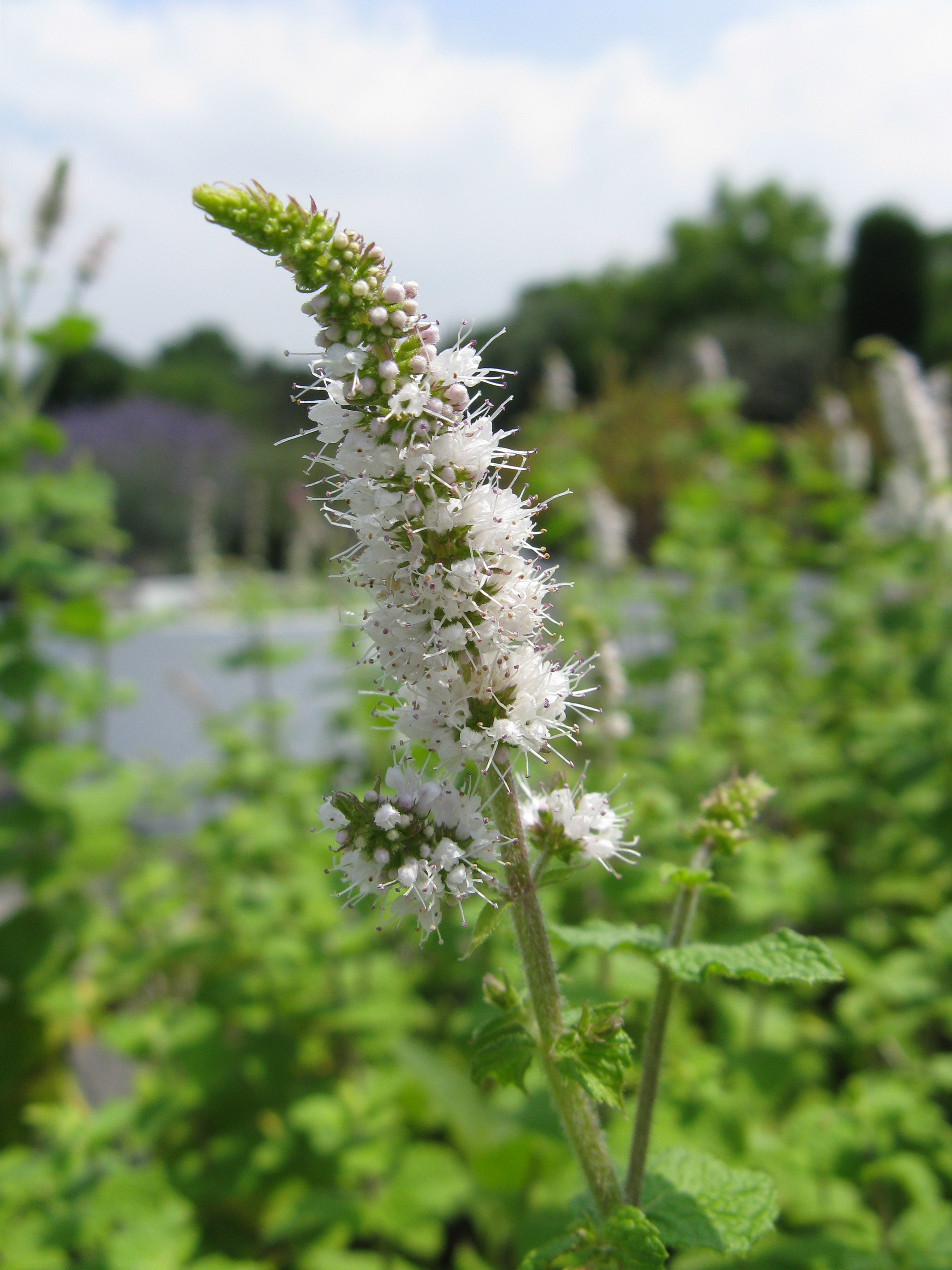
Rundmynta Mentha suaveolens